# Psilotrichum lanatum
Psilotrichum lanatum är en amarantväxtart som beskrevs av C. C. Towns. Psilotrichum lanatum ingår i släktet Psilotrichum och familjen amarantväxter. Inga underarter finns listade i Catalogue of Life.